# NT21ステーションEYE
『NT21ステーションEYE』（エヌティーにじゅういちステーションアイ）は、1991年4月1日から1992年10月2日および1993年4月3日から1997年9月28日まで新潟テレビ21で放送されていた夕方のローカルワイドニュース番組である（『ステーションEYE』の新潟県ローカルパート）。

## 概要
- 1年半続いた『NT21 600ステーション ANN』の後番組としてスタート。

- 当初は平日版のみの放送で、土曜日と日曜日には前番組『NT21 600ステーション』の週末版に相当する『NT21 530ステーション ANN』が引き続き放送されていた。

- 前半枠にテレビ朝日発の全国ニュース『ステーションEYE』を内包し、CMを挿んだ後の後半枠で新潟県内からのニュース・特集およびスポーツ情報を伝えていた。

- 番組終了直後の18時55分からは、天気予報『ウェザーアイ』が放送されていた。

- 番組は1992年10月2日放送分をもって一旦終了し、替わって『ザ・にゅうす NT21』がスタートした。

- その間にも『NT21 530ステーション ANN』は放送されていたが、同番組は1993年3月28日放送分をもって終了。

- 同年4月3日には替わってこの『ANN NT21ステーションEYE』が土曜日・日曜日のみに放送の週末版として復活し、1997年9月28日まで放送された。

- 2度目の番組終了後には同時間帯で『NT21 ANNスーパーJチャンネル』（後の『スーパーJチャンネルにいがた』）が放送された。

## 放送時間
いずれも日本標準時。

### 第1期
- 月曜 - 金曜 18:00 - 18:55（県内ニュースは18:30 - 、1991年4月1日 - 1992年10月2日）

### 第2期
- 土曜・日曜 17:30 - 18:00（県内ニュースは17:49 - 、1993年4月3日 - 1997年9月28日）

## 歴代メインキャスター

### 平日
- 近正仁
- 小林智子

### 週末
- シフト勤務